# 青緑1号
| 青緑1号を太帯に継承している常磐快速線E231系（誤乗防止のため、下部に黄緑6号の細帯が入る）  |  | 青緑1号の太帯のみを纏った常磐緩行線E233系2000番台 |
| 青緑1号を太帯に継承している常磐快速線E231系 （誤乗防止のため、下部に黄緑6号の細帯が入る） |  | 青緑1号の太帯のみを纏った常磐緩行線E233系2000番台 |

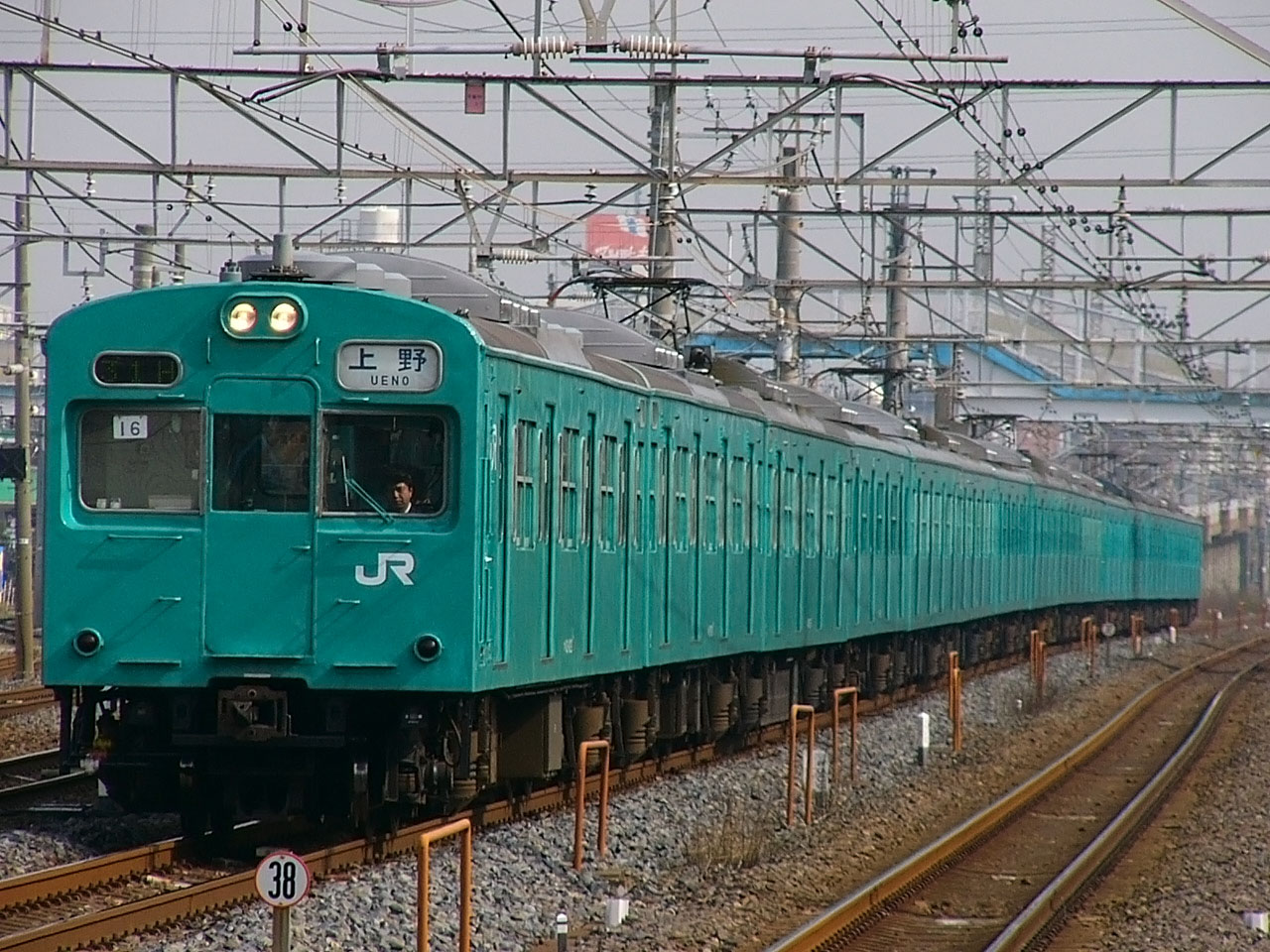
青緑1号を地色とした常磐線103系

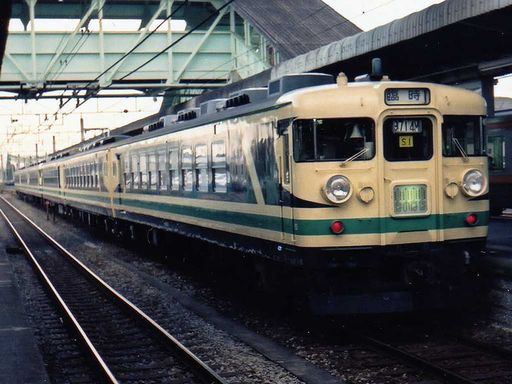
青緑1号の帯を巻いたお座敷列車「なのはな」

青緑1号（あおみどり1ごう）は、日本国有鉄道（国鉄）が定めた色名称の一つである。

## 概要
国鉄部内での慣用色名称は「エメラルドグリーン」である。マンセル値は「2BG 5/8」。
1967年（昭和42年）に常磐線に103系が投入される際に、ラインカラーとして採用された。エメラルドとなったのは、当時の高度経済成長下、宝石がブームになっていたことが理由とされている。常磐色（ときわいろ）に因んだという説もある。その後、常磐線は1971年に常磐快速線と常磐緩行線に分離したが、両線とも車体色に同じ青緑1号を使用している（後に投入された快速線E231系には誤乗防止のため、青緑1号の太帯の下部に黄緑6号の細帯を入れている）。
様々な場面で同じ色を使用していた国鉄色の中、この青緑1号については長らく常磐線の直流電化区間（および成田線我孫子 - 成田間）に使用される車両の色としてのみ使用され、他線区で使用されたことはなかった。1986年に千葉鉄道管理局がお座敷列車「なのはな」を登場させるにあたって窓下の帯に青緑1号を採用したことが、国鉄時代において「主として常磐線に用いられる目的でない車両」に塗られた唯一の事例である。また、通勤形に採用された5色の中で唯一、旧形国電への使用例が無い。
国鉄分割民営化後には、西日本旅客鉄道（JR西日本）の加古川線で使用される気動車の車体地色として採用され、同線電化後に投入された103系電車にも引き継がれている。
また、JR西日本和歌山地区の電車において、2010年以降の新塗装で用いられる色（青緑一色塗装）もこの色に近い色合いである。

## 使用車両
- JR東日本
  - 国鉄101系 - 南武支線用ワンマン車（帯）
  - 国鉄103系0・1000番台 - 常磐快速線・緩行線
  - E127系 - 南武支線用ワンマン車（帯）
  - 165系 - 「なのはな」
  - 203系 - 常磐緩行線
  - 205系1000番台 - 南武支線用ワンマン車（帯）
  - 207系900番台 - 常磐緩行線
  - E501系 - 常磐線（土浦以北の普通列車）・水戸線
  - 209系1000番台 - 常磐緩行線
  - E231系0番台 - 常磐快速線、成田線我孫子支線
  - E233系2000番台 - 常磐緩行線
- JR西日本
  - 103系3550番台 - 加古川線
  - 125系
  - 国鉄キハ35系気動車、国鉄キハ40系気動車など、加古川線で使用されていた気動車

## 近似色
- 緑
- 青緑
- 東京メトロ南北線の路線色（エメラルドグリーン）
- 山陽電気鉄道200形電車の登場当初の塗装の下半分。